# Dub na Kozím Hřbetu
Dub na Kozím Hřbetu je památný strom v osadě Velký Kozí Hřbet, zvané též Cimruky (Gross Ziegenruck), jižně od Rejštejna. Dub letní (Quercus robur L.) roste nedaleko kaple u domu čp. 8, v nadmořské výšce 825 m, obvod jeho kmene je 340 cm (měřeno 2017). Strom je chráněn od 19. června 2017 jako esteticky zajímavý strom, krajinná dominanta.

## Památné stromy v okolí
- Jilm na Kozím Hřbetu
- Jilm pod Kozincem
- Leškovy lípy
- Lípa na Kozím Hřbetu
- Lípa na Myších Domcích
- Lípa na Wunderbachu